# Dangeul
Dangeul és un municipi francès situat al departament del Sarthe i a la regió de País del Loira. L'any 2007 tenia 526 habitants.

## Demografia

### Població
El 2007 la població de fet de Dangeul era de 526 persones. Hi havia 204 famílies de les quals 36 eren unipersonals (16 homes vivint sols i 20 dones vivint soles), 92 parelles sense fills, 60 parelles amb fills i 16 famílies monoparentals amb fills.
La població ha evolucionat segons el següent gràfic:
Habitants censats

### Habitatges
El 2007 hi havia 248 habitatges, 205 eren l'habitatge principal de la família, 21 eren segones residències i 22 estaven desocupats. 246 eren cases i 2 eren apartaments. Dels 205 habitatges principals, 159 estaven ocupats pels seus propietaris, 44 estaven llogats i ocupats pels llogaters i 2 estaven cedits a títol gratuït; 1 tenia una cambra, 17 en tenien dues, 30 en tenien tres, 68 en tenien quatre i 90 en tenien cinc o més. 120 habitatges disposaven pel capbaix d'una plaça de pàrquing. A 99 habitatges hi havia un automòbil i a 91 n'hi havia dos o més.

### Piràmide de població
La piràmide de població per edats i sexe el 2009 era:
| Homes | Edats   | Dones |
| ----- | ------- | ----- |
| 0     | 95 o +  | 0     |
| 8     | 90 a 94 | 0     |
| 4     | 85 a 89 | 8     |
| 4     | 80 a 84 | 0     |
| 8     | 75 a 79 | 4     |
| 8     | 70 a 74 | 8     |
| 12    | 65 a 69 | 20    |
| 24    | 60 a 64 | 20    |
| 20    | 55 a 59 | 24    |
| 8     | 50 a 54 | 16    |
| 16    | 45 a 49 | 0     |
| 12    | 40 a 44 | 12    |
| 24    | 35 a 39 | 24    |
| 20    | 30 a 34 | 28    |
| 4     | 25 a 29 | 12    |
| 8     | 20 a 24 | 0     |
| 16    | 15 a 19 | 12    |
| 4     | 10 a 14 | 28    |
| 20    | 5 a 9   | 24    |
| 12    | 0 a 4   | 12    |

## Economia
El 2007 la població en edat de treballar era de 325 persones, 247 eren actives i 78 eren inactives. De les 247 persones actives 215 estaven ocupades (118 homes i 97 dones) i 33 estaven aturades (13 homes i 20 dones). De les 78 persones inactives 28 estaven jubilades, 27 estaven estudiant i 23 estaven classificades com a «altres inactius».

### Ingressos
El 2009 a Dangeul hi havia 212 unitats fiscals que integraven 524 persones, la mediana anual d'ingressos fiscals per persona era de 15.623,5 €.

### Activitats econòmiques
Dels 13 establiments que hi havia el 2007, 2 eren d'empreses de construcció, 2 d'empreses de comerç i reparació d'automòbils, 1 d'una empresa de transport, 2 d'empreses d'hostatgeria i restauració, 3 d'empreses de serveis, 1 d'una entitat de l'administració pública i 2 d'empreses classificades com a «altres activitats de serveis».
Dels 2 establiments de servei als particulars que hi havia el 2009, 1 era un veterinari i 1 restaurant.
L'any 2000 a Dangeul hi havia 28 explotacions agrícoles que ocupaven un total de 1.456 hectàrees.

## Equipaments sanitaris i escolars
El 2009 hi havia una escola elemental integrada dins d'un grup escolar amb les comunes properes formant una escola dispersa.

## Poblacions més properes
El següent diagrama mostra les poblacions més properes.